# 陳詩穎
陳詩穎（2000年7月8日—），台灣女演員。

## 電視劇
| 年份   | 片名                  | 角色                             | 備註             |
| ------ | --------------------- | -------------------------------- | ---------------- |
| 2009年 | 閃亮的日子            | 小千千                           | 中視             |
| 2009年 | 熱血青春              | 小娜米                           | 公視、TVBS歡樂台 |
| 2010年 | 星光下的童話          | 于佑琪                           | 華視、TVBS歡樂台 |
| 2010年 | 偷心大聖PS男          | 小鋼牙妹                         | 台視、三立都會台 |
| 2010年 | 鍾無艷                | 小鐘艷                           | 台視、三立都會台 |
| 2010年 | 愛∞無限               | 趙童童                           | 華視、八大       |
| 2010年 | 妻子們的戰爭          | 劉雅欣                           | 中視             |
| 2011年 | 醉後決定愛上你        | 佳綺                             | 台視、三立都會台 |
| 2011年 | 真愛找麻煩            | 幼年宋奕婕                       | 三立都會台、東森 |
| 2011年 | 幸福蒲公英            | 少年陳春雅                       | 壹電視綜合台     |
| 2011年 | 旋風管家              | 小娜 費歐娜 （童年時代的瑪麗亞） | 民視、八大       |
| 2011年 | 我和我的兄弟·恩       |                                  | 中視             |
| 2011年 | 華麗的挑戰            | 國中時代的宮囍                   | 民視、八大       |
| 2012年 | 絕對達令              | 小筱菲                           | 民視、八大       |
| 2012年 | 空氣男的告白          | 簡潔                             | 公共電視         |
| 2013年 | 明天更美麗            | 李春代（少年）                   | 大愛、中天娛樂台 |
| 2013年 | 親愛的陌生人          | 陳三星                           | 公視             |
| 2013年 | 白色之戀              | 小蘋果（客串）                   | 中視             |
| 2014年 | 俏摩女搶頭婚          | 溫茜茜                           | 中視             |
| 2015年 | 超級大英雄            | 章顯婷（高中時期）               | 中視             |
| 2015年 | 莫非，這就是愛情      | 關曉彤（高中）                   | 三立都會台       |
| 2016年 | 谷風少年              | 許舒嫚（客串）                   | 客家電視台       |
| 2018年 | 盛唐幻夜              | 丹朱                             | 騰訊             |
| 2021年 | 如果花知道            | 向予牽                           | 衛視中文台       |
| 2023年 | 牛車來去              | 周秀英                           | 公視             |
| 2023年 | W劇場：沒有你依然燦爛 | 江以安                           | 東森戲劇台       |
| 2024年 | 回憶暫存事務所        |                                  |                  |

## 電影演出
- 2010年：《魚狗》（佩佩）
- 2010年：《小丑魚》
- 2010年：《劍雨》
- 2011年：《你是否依然愛我》（凱欣）
- 2012年：公視人生劇展《空氣男的告白》
- 2013年：《變身》（小盈盈）
- 2017年:  《林北小舞》（小玉）

## 短片
- 超能小隊（防護俠）
- Yahoo拍賣~禮物人生

## 參加節目
- 台語兒童節目-台灣巧囡仔 / 台語小學堂

## 廣告
- 家樂福~開學篇
- 愛之味蕃茄汁
- 愛之味泡菜等廣告
- 保利淨假牙清潔劑
- 康寧廣告宣導片
- 微風之丘
- 迪仕尼
- 光之美少女
- 大陸德克士
- 大眾銀行
- 行政院宣導片(我的家庭日記)
- 公益廣告－捐血乖乖軟糖
- 桂格五谷麥片
- 麥當勞童装平面廣告
- SOGO平面廣告
- 導肓犬
- 佳音美語
- 臺灣大哥大
- 房地產

## 外部連結
- 陳詩穎-小可的新浪微博
- 茂福童星-陳詩穎 （页面存档备份，存于） - 茂福傳播-茂福童星家族 - Yahoo!奇摩部落格